# Bufonacris
Bufonacris is een geslacht van rechtvleugeligen uit de familie Tristiridae. De wetenschappelijke naam van dit geslacht is voor het eerst geldig gepubliceerd in 1871 door Walker.

## Soorten
Het geslacht Bufonacris omvat de volgende soorten:
- Bufonacris bruchi Brancsik, 1901
- Bufonacris claraziana Saussure, 1884
- Bufonacris terrestris Walker, 1871